# The Boy with the Arab Strap
The Boy with the Arab Strap è il terzo album discografico del gruppo musicale scozzese Belle and Sebastian, pubblicato nel 1998.

## Titolo
Quell'"arab strap" del titolo è un articolo da sexy shop, ma è anche il nome di un duo pop noir scozzese con cui tre membri dei Belle and Sebastian avevano collaborato.

## Tracce
1. It Could Have Been a Brilliant Career – 2:23
2. Sleep the Clock Around – 4:57
3. Is It Wicked Not to Care? – 3:22
4. Ease Your Feet in the Sea – 3:35
5. A Summer Wasting – 2:06
6. Seymour Stein – 4:42
7. A Space Boy Dream – 3:01
8. Dirty Dream Number Two – 4:14
9. The Boy with the Arab Strap – 5:14
10. Chickfactor – 3:31
11. Simple Things – 1:46
12. The Rollercoaster Ride – 6:36

## Formazione
- Stuart Murdoch - voce, chitarra, tastiera
- Stuart David - basso, voce
- Isobel Campbell - violoncello, voce, chitarra
- Chris Geddes - tastiere, piano
- Richard Colburn - batteria
- Stevie Jackson - chitarra, voce
- Sarah Martin - violino
- Mick Cookie - tromba
- Ian MacKay - cornamuse (traccia 2)